# Fuori di qua (mixtape)
Fuori di qua è il primo mixtape del rapper italiano Mondo Marcio, pubblicato nel novembre 2004.

## Descrizione
Realizzato in soli 15 giorni, l'album divise il pubblico dell'artista. La nicchia di pubblico appassionata di hip hop italiano si divise tra chi si lamentava del lato "leggero negli argomenti" dell'autore, e chi invece apprezzava i "club banger" del cantante.
Tutte le basi sono prodotte dal rapper milanese allora diciottenne, mentre in molti pezzi (ad esempio in Sei troppo Cheap o Abbi fede), Mondo non rappa.
Nel 2022 il mixtape viene rimasterizzato e ristampato in vinile.

## Tracce
1. Intro
2. Il giuramento (feat. DJ Minga)
3. Non lasciarmi
4. Showtime
5. Skit 1
6. Sei troppo Cheap (feat. Bassi Maestro)
7. Skit 2
8. Fuori di qua
9. Jack (feat. Jack the Smoker)
10. Skit 3
11. Le Strade (feat. Jack the Smoker)
12. Make Money Money
13. Mondo Marcio Gue Pequeno (feat. Gué Pequeno)
14. Sweet Pussy
15. Qual è il tuo nome
16. Messaggio promozionale
17. Quello che so (feat. Cush)
18. Non puoi spegnerlo
19. Abbi fede (feat. Fabri Fibra)
20. Ti buco l'anima
21. Starlight (feat. Gomez and JP)
22. All The Way to Chilltown